# فازهای رادلستون-پوپر
فازهای رادلستون-پوپر (به انگلیسی: Ruddleston–Popper phases) فازهایی با ساختار پروسکایت هستند که در آن لایه‌های پروسکایت به وسیله لایه‌های دیگری از هم جدا می‌شوند که این لایه‌ها عموماً کاتیون هستند. فرمول کلی این فازها به صورت An-1A’2BnX3n+1 می‌باشد که در آن A، A' و B کاتیون، X آنیون و n تعداد لایه‌های هشت وجهی پروسکایت است. در این ساختارها هشت‌وجهی‌های BO6 که گوشه‌های خود را به اشتراک می‌گذارند، لایه‌هایی را تشکیل می‌دهند که در آن اتم‌های A فضاهای بین‌نشین با همسایگی ۹ و ۱۲ را پر می‌کنند.
اولین فاز رادلستون-پوپر شناسایی شده، خانوادهٔ Srn+1TinO3n+1 است که توسط رادلستون و پوپر برای nهای برابر ۱، ۲ و ۳ بررسی شد.